# 克里里格爾山
47°43′08″N 16°17′44″E / 47.71889°N 16.29556°E
克里里格爾山（德語：Krieriegel），是奧地利的山峰，位於該國東部，由布爾根蘭州負責管轄，屬於羅薩利亞山的一部分，距離霍伊貝格山1.6公里，海拔高度682米，每年平均降雨量1,074毫米。